# Prudente José de Morais e Barros
Prudente José de Morais e Barros (Itu, 4 d'octubre de 1841 — Piracicaba, 13 de desembre de 1902) va ser un polític brasiler, primer governador de l'estat de São Paulo (1889-1990), senador i tercer president de Brasil i primer polític civil a assumir aquest càrrec. Prudente de Morais representava l'ascens de l'oligarquia cafetera i dels civils al poder nacional, després d'un període en què aquesta oligarquia es mantenia dominant només al poder Legislatiu.